# 大頭鯉
大头鲤（学名：Cyprinus pellegrini）为鲤科鲤属的鱼类，俗名碌鱼、大头鱼，是中国的特有物种。为中国国家二级重点保护动物。其数量已经极度稀少或可能灭绝。

## 分布
本魚僅分布于云南杞麓湖和星云湖、洱海和异龙湖等，常生活于湖中水深而清的水域。该物种的模式产地在云南通海。

## 特徵
本魚體側扁，頭大而寬，頭背部平坦，腹部圓。口大，端位，呈弧形。上下颌等長，唇薄。無鬚，眼大，位於頭的兩側正上方。鱗大，側線完整，其起點與腹鰭起點相對或稍前。尾鰭叉形。全體背部灰黑色，稍呈綠色，腹部銀白色，背鰭灰黑色，胸鰭、腹鰭、臀鰭和尾鰭下葉呈橘紅色。

## 亚种
- 洱海大头鲤（学名：Cyprinus pellegrini barbatus），Chen & Hwang于1977年命名，俗名大头鱼。在中国，分布于洱海等。该物种的模式产地在云南洱海和异龙湖。洱海大头鲤的肉可供食用，为经济鱼类。[3]
- 大头鲤指名亚种（学名：Cyprinus pellegrini pellegrini），由中国鱼类学先驱张春霖（Tchang）于1933年命名；俗名碌鱼、大头鱼。在中国，分布于云南杞麓湖和星云湖等。该物种的模式产地在云南通海。[4]

## 生態
本魚喜棲息在湖泊水質清側的敞水區，常活動於水的中上層，游動迅速，性活躍，離水後迅即死亡。性成熟早，懷卵量大，3~4齡魚的懷卵量可達13萬粒。分批產卵，通常分兩批，兩批之間相隔7天。每批產卵3天，然後過7天又產第二批卵。故當地漁民稱大頭鯉「來三去七」的習性。產卵期為5~6月，卵通常在晴天拂曉3~5時產魚水下1~2公尺處，產黏著性卵，卵黏附於水中維管束植物上，大頭鯉主要以浮游動物為食，其中以枝角類和橈足類占絕對優勢，其次為輪蟲，此外還間時少量矽藻、絲狀藻以及水生維管束植物等。

## 學術、經濟價值
本魚屬溫水性高原湖泊的名貴魚類，由於頭大，含脂量高，肉嫩味美，歷來被當地人民列維特產尚品，常以其頭做為代客迎賓的傳統佳餚。雲貴高原這些狹生性魚類，對研究高原湖泊的動物區系具有重大學術價值。

## 資源現況
大頭鯉做為星雲湖和杞麓湖的特產名貴經濟魚類已瀕於滅絕的境地。目前引進魚苗進行內塘繁殖，並放養於星雲湖，同時減少了草魚的投放量，以保護湖泊中水草的生長，以利於大頭鯉的增殖。